# ミドルボギーの戦い
ミドルボギーの戦い（英: Battle of Middle Boggy、またはミドルボギー川の戦い、ミドルボギー貯蔵所の戦い）は、南北戦争の開戦から3年が経とうとする1864年2月13日、インディアン準州チョクトー族居留地（現在のオクラホマ州ポントトク郡アレンから南に4マイル (6 km)）で起きた戦闘である。北軍ウィリアム・A・フィリップス大佐がドラグーン・トレイルをウォシタ砦に向けて降っているときに、カンザス第14騎兵隊（チャールズ・ウィレッツ少佐指揮）の兵士約350名と榴弾砲2門（ソロモン・カウフマン大尉指揮）を前衛隊として派遣した。その目標はミドルボギー川を渡すトレイルを守る南軍の前進基地だった。南軍はジョナサン・ネイル大尉が率い、第1チョクトーおよびチカソー騎兵隊、テキサス第20騎兵隊の分遣隊、騎馬ライフル銃隊のセミノール大隊の一部で構成されていた。その前進基地はマディボギー貯蔵所から約12マイル (19 km) にあった。『オクラホマ歴史と文化百科事典』には、戦場が貯蔵所の15マイル (24 km) 北東にあるとしているが、戦場の標識はその距離が12マイル (19 km) だとしている。この前進基地に居た南軍兵は90名の武装もお粗末な兵であり、ウィレッツ隊が攻撃したとき、不意打ちを食らった。南軍は勢力も武装も劣り、北軍騎兵隊の攻撃をおよそ30分間持ち堪えたが、その後戦闘には参加していなかったジョン・ジャンパーのセミノール大隊の残りが居た所へ後退した。南軍はドラグーン・トレイルを南西に45マイル (72 km) 後退した。北軍は翌日ウォシタ砦に向けて前進を続けたが、期待していた援軍がインディアン準州のフィリップス遠征隊まで到着しなかったので、旧ストーンウォール近くで2月15日に停止した。

## 背景
南北戦争が始まったとき、インディアン準州にいた文明化五部族は文化と経済の理由から南軍側に付くことを選び、ダグラス・H・クーパー将軍の指導下に部隊を立ち上げ、チュステナラの戦い（1861年12月）を頂点とする短い方面作戦の後に、北軍寄りのクリーク族インディアンを追い出した。しかし1863年までに、この地域の南軍の形勢は悪くなっていた。カンザス州からジェイムズ・G・ブラント少将が率いてきた北軍の作戦行動は、地域の北部から南軍を駆逐し、チェロキー族の多くは北軍を支持する側に寝返っていた。ウィリアム・A・フィリップス大佐が率いた北軍部隊が4月にインディアン準州のギブソン砦を取り戻し、スミス砦の南軍に脅威を与えた。
1863年7月1日に起きた第一次キャビン・クリークの戦い、さらに後のハニースプリングスの戦い（7月17日）やスミス砦の戦い（7月31日）に北軍が勝利して、インディアン準州の支配を確立した。9月1日にはデビルズバックボーンの戦いにも勝利した北軍はアーカンザス川流域に進出していた。
北軍のウィリアム・A・フィリップス大佐が約1,500名の兵士で構成される遠征隊を率いて、インディアン準州にいる南軍部隊をギブソン砦とレッド川に沿った線で分断しようとした。この隊はカンザス第14騎兵隊の3個中隊、カンザス歩兵隊の1個大隊、インディアン準州軍の2個連隊で構成され、インディアン準州軍第3連隊の榴弾砲によって支援されていた。この遠征隊には4つの目的があった。第1にインディアン準州での北軍支配を確立すること、第2にクリーク族、セミノール族、チカソー族にリンカーン大統領の1863年12月の奴隷解放宣言で提供される恩赦を与えること、第3にインディアンと南軍の条約を解消させること、第4に新たな徴兵を行うことだった。
フィリップスはギブソン砦を出発して遠征を始める前に、兵士に次のような宣言を行っていた。

サーキュラー作戦本部、フロンティア軍第1旅団

ギブソン砦、1864年1月30日

兵士諸君! 私は貴方達と共に川の南にあるインディアン領土を掃討し、反逆者を駆逐し破壊する。貴方達が忘れるべきではないことを幾つか言わせてほしい。貴方達は命令されるまで戦闘で発砲してはいけない。発砲するとき、低く膝のあたりを狙い、馬に乗っていなければ人体の低い部分を狙え。空中に向かって発砲してはいけない。緩りと発砲し、貴方が当てるつもりの者に何か叫ぶのを見るまで発砲してはいけない。弾薬を浪費してはいけない。部隊から散り散りになったり、離れてはいけない。敵の前面に仲間を置いておくのは臆病である。我々が殺せる者のほとんど全ては落伍者である。私に近くあって、命令に従っておれば、平和を得ることだろう。それでも武器を取っている者は反逆者であり、死ぬ運命にある。降伏した捕虜を殺してはいけない。しかし、捕虜を捕まえろとは求めない。貴方の歩みを厳しく恐ろしいものにすることを求める。
マスコギー族の者よ! 貴方達の苦しんでいること全てを書いた者を思い出すべき時が来た。必要もない呪われた戦争を始めた者、貴方達を自家から追い出した者、貴方の資産を強奪した者達を。私の横に誠実に立っておれば、直ぐに平和が得られる。互いに正しいことをしているか見張り、バーディグリス川に沿ったレッドフォーク傍で、あるいはデイブ・ファーム・カウペンスで、貴方の妻や小さい者達を殺した者に恐ろし打撃を与える用意をしろ。恐れるな。我々は彼らを常に打たせてきた。我々はきっと勝つ。神が我々とありますように。
Wm. A. フィリップス
大佐、指揮官

フィリップスの遠征隊は1864年2月1日にギブソン砦を出発し、ドラグーン・トレイルをウォシタ砦に向かって南西に進んだ。このトレイル（テキサス牛のトレイルとも呼ばれた）は、より利用度の高かったテキサス道路とほぼ並行していた。フィリップスはテキサス道路沿いの地域でゲリラ戦が減っていたのでこの道を選んだのであり、ドラグーン・トレイルに沿って進めば食糧探しもうまく行くと考えた。フィリップスは2月4日に停止し、カンザス第4騎兵隊の残る9個中隊の到着を待つことにした。2月11日、フィリップスはカナディアン川の南、エドワーズポスト近くで停止し、スミス砦からの援軍の到着を待った。この援軍が到着できなかったとき、フィリップスはレッド川の支流であるミドルボギー川まで進むことにした。

## 前進基地での戦闘
南軍の前進基地は、ドラグーン・トレイルがミドルボギー川を渡る地点に大変近かった。ウィレッツ少佐の前衛隊は2月12日夜にそこからあまり離れていない所に宿営し、攻撃直前の準備を行った。ウィレッツ隊は翌朝午前7時に大砲の一斉射撃と共に攻撃を始めた。カンザス第14騎兵隊が即座に突撃し、南軍を混乱の渦に陥れた。
南軍ネイル大尉の生き延びた隊員はボギー貯蔵所まで後退し、戦場に負傷兵を置き放しにした。チカソー大隊の残りがコクラン近くに留まり、チカソーの知事ウィンチェスター・コルバートの家族がポントトクからティショミンゴまで移動するのを援護した。その夜ウォシタ砦からボギー貯蔵所の作戦本部に戻っていたクーパー将軍は、テキサスに援軍を要請する伝言を送った。戦場に送られた南軍の埋葬用特殊部隊は、置いて行かれた負傷兵が喉を切られて死んでいるのを見つけた。フィリップス大佐は自部隊が、南軍兵48名を殺し、捕虜は取らなかったと報告した。クーパー准将は、南軍の戦死者が11名のみと報告していた。

## 戦いの後
フィリップス大佐は戦闘の後の夜にカンザス砦と呼ばれる地で宿営した。このときまでにカンザス第14騎兵隊隊の残り部隊が援軍には来ないことが分かっていた。翌日、フィリップスは自隊を2つに分けた。ウィレッツ少佐に騎兵隊をつけて南に派遣し、逃亡する南軍兵の追撃とコルバート知事の捜索を行わせた。ワトルズ大佐には歩兵隊の指揮を執り、ホームズ砦まで進軍するよう命じた。
2月15日、フィリップスは自隊にポントトク郡庁舎と、コクランの町にある南軍とチカソー族の建物全てを燃やすよう命じた。戦前はチカソー族の学校であり、南軍兵の収容に使われていたコルバート・インスティテュートの破壊も命令した。
アトカ郡歴史協会が毎年この戦闘の様子を再現して、ミドルボギーの戦いを祝している。2015年は2月15日に行われた。

## 墓地
現在南軍墓地とよばれる墓地が南北戦争前に戦場ステージ道路沿いに造られた。地元住民は、ここに埋葬されている人々がミドルボギーの戦いで戦死した兵士だと考えている。フォレンシックの1988年に行った調査では、兵士としての犠牲者の幾人かがアーカンソー第19歩兵連隊のものであることを、墓地マネジャーのグウェン・ウォーカーが肯定したとしている。ウォーカーは1862年にマカロック砦の建設工事に派遣された人々の中に、伝染病の麻疹で死んだ者がいたことを見つけた。

### 戦場の標識
1959年、オクラホマ歴史協会が、オクラホマ州アトカ市の北1マイル (1.6 km) にある小さな墓地に標識を立てた。こおの標識は2014年に新しいものに置き換えられた。それには次のように書かれている。

"ミドルボギーの戦い"
この場所に1864年2月13日の戦闘で死んだ南軍兵が眠る
ボギー貯蔵所道路のミドル（あるいはマディ）ボギー渡しのここで南軍が宿営した。ジョン・ジャンパー中佐のセミノール大隊、アダム・ネイル大尉の第1チョクトーとチカソー騎兵隊のA中隊、テキサス第20連隊の分遣隊が、北軍に急襲された。北軍はカンザス第14騎兵隊の3個中隊であり、チャールズ・ウィレッツ少佐が指揮し、ソロモン・カウフマン大尉の榴弾砲隊の一部もいた。
南軍は武装が劣っていたものの、しっかりと抵抗して30分間激戦を行い、その中で47名が戦死し、他にも負傷者が出た。12マイル (19 km) 南西にあるボギー貯蔵所から南軍騎兵隊が向かっているという情報があり、北軍は北のギブソン砦まで急速に撤退した。死者はボギー川の西、アトカの北1マイル (1.6 km)、州道69号線の北100ヤード (90 m) に埋葬された。この墓地は、南北戦争の前に旧ボギー貯蔵所道路の旅人も埋葬した地だった。